# Xã Osolo, Quận Elkhart, Indiana
Xã Osolo (tiếng Anh: Osolo Township) là một xã thuộc quận Elkhart, tiểu bang Indiana, Hoa Kỳ. Năm 2010, dân số của xã này là 28.032 người.